# Chrysoperla carnea
Chrysoperla carnea – w szerokim znaczeniu (sensu lato, s. l.) grupa gatunków kryptycznych, a w wąskim znaczeniu (sensu stricto, s. s.) gatunek owada z rodziny złotookowatych (Chrysopidae). W języku polskim był opisywany w literaturze pod zwyczajową nazwą złotook zwyczajny lub złotook drapieżny.
W 1836 roku James Francis Stephens opisał naukowo, pospolicie występującą w niemal całej Europie, zieloną sieciarkę, której nadał nazwę Chrysopa carnea. 
W 1851 G. T. Schneider opisał ten sam gatunek pod nazwą Chrysopa vulgaris, dla której w języku polskim przyjęła się nazwa zwyczajowa złotook pospolity. Obecnie Ch. vulgaris uznawana jest za młodszy synonim Ch. carnea.
Owad ten charakteryzuje się dużą plastycznością, występuje w wielu odmianach barwnych, tworzy rasy geograficzne i łatwo się aklimatyzuje. Poza Europą stwierdzono jego występowanie w Ameryce Północnej i w palearktycznej części Azji. Zaproponowano 80 nazw różnych odmian lub podgatunków tego owada. Do końca lat 70. XX wieku uważano, że jest to jeden gatunek o holarktycznym zasięgu występowania – od północnego koła podbiegunowego po Mauretanię i Sudan.  
Badania genetyczne, bioakustyczne, morfologiczne i ekologiczne wskazują, że pod nazwą Chrysoperla carnea kryje się kilka gatunków bliźniaczych.
Na podstawie różnic w budowie pazurków z zachodnioeuropejskich populacji kompleksu gatunków Ch. carnea s. l. wyodrębniono 4 gatunki:
- Ch. carnea s. s.,
- Ch. affinis,
- Ch. lucasina,
- Ch. agilis.

Prowadzone są dalsze badania zmierzające do ustalenia filogenezy i zasięgu występowania poszczególnych populacji tego owada.
Chrysoperla carnea s. l. jest owadem pospolicie występującym na terenie całej Polski.